# Martin Helmchen
Martin Alexander Helmchen (Berlijn, 1982) is een Duits pianist.

## Carrière
Martin Helmchen had voor het eerst pianoles op zesjarige leeftijd.  Hij voltooide zijn pianostudie aan de Hochschule für Musik „Hanns Eisler“ in Berlijn bij Galina Iwanzowa en vanaf 2001 volgde hij les aan de Hochschule für Musik, Theater und Medien in Hannover bij Arie Vardi. Hij maakte zijn debuut bij de Wiener Philharmoniker op het Lucerne Festival met het pianoconcert van Schumann onder leiding van Valeri Gergiev. In datzelfde jaar ontving hij de ECHO Klassik Award als "Young Artist of the Year" met cellist Danjulo Ishizaka voor hun cd met werken van Mendelssohn, Franck en Britten.
Helmchen gaf concerten met de Wiener Philharmoniker, Deutsches Symphonie-Orchester Berlin, het NHK Symphony Orchestra en het Orchestre National de Lyon. Hij speelt voornamelijk kamermuziek. Zo speelde hij samen met Heinrich Schiff, Gidon Kremer, Christian Tetzlaff, Tabea Zimmermann, Juliane Banse, Julia Fischer, Sabine Meyer en Lars Vogt.
In 2007 en opnieuw in 2013 nam hij pianoconcerten van Mozart op met het Nederlands Kamerorkest onder leiding van Gordan Nikolić. De eerste solo-cd met werken van Schubert volgde in het najaar van 2008. Het jaar 2009 bracht nog twee cd's: de pianoconcerten van Schumann en Dvořák met het Orchestre Philharmonique de Strasbourg en, samen met de klarinettiste Sharon Kam en de violist Gustav Rivinius, kamermuziek van Brahms.
Helmchen speelde ook geregeld samen met zijn echtgenote, celliste Marie-Elisabeth Hecker. In 2016 namen ze een cd op met werk van Brahms. Als trio, met violiste Antje Weithaas, stonden ze oa. op de planken in Théâtre des Champs-Élysées in Parijs en deSingel in Antwerpen. Het trio nam ook verschillende cd's op, waaronder werk van Schubert en Beethoven. Het echtpaar stichtte ook het project Music Road Rwanda, waarmee ze een muziekschool in Rwanda ondersteunen en regelmatig ter plekke projecten organiseren.

## Prijzen
- 2001: winnaar van de  Clara Haskil Competitie.
- 2003: winnaar van de Kissinger Klavierolymp in Bad Kissingen.[10]
- 2006: Credit Suisse Award.
- 2006: ECHO Klassik Award als "Young Artist of the Year", samen met cellist Danjulo Ishizaka, voor hun cd met werken van Mendelssohn, Franck en Britten.